# Zwarte legende

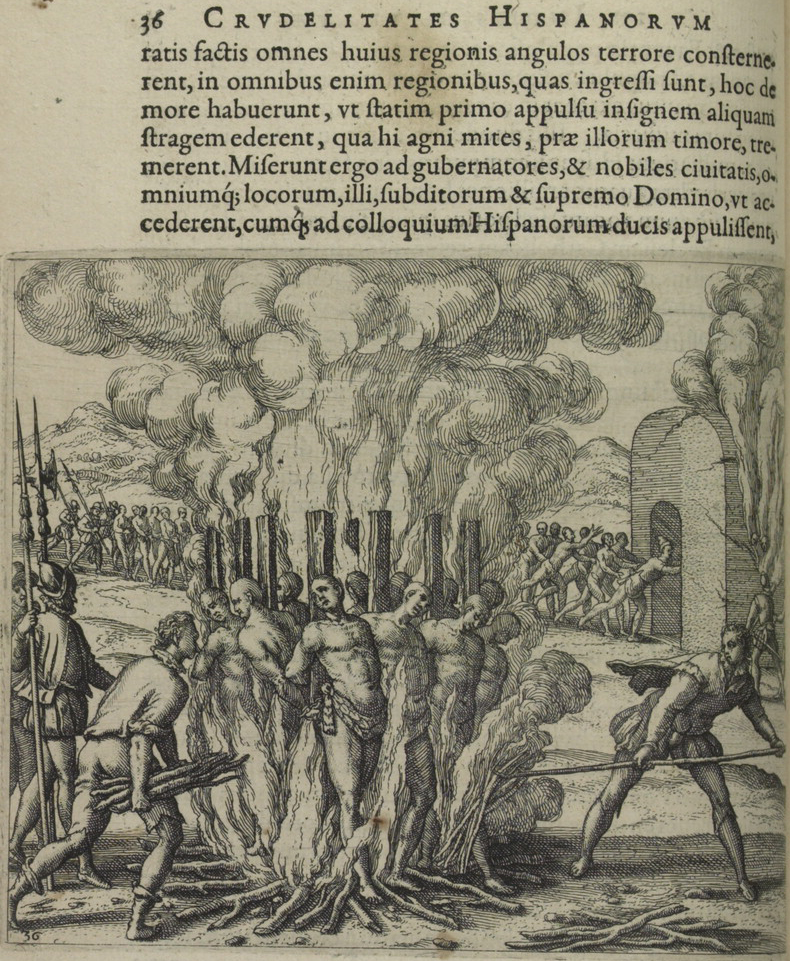
Indianen worden op de brandstapel gezet in een afbeelding van de Nederlander Theodoor de Bry, gemaakt voor de vertaling van een werk van Bartolomé de las Casas. Afbeeldingen waarin Spaanse wreedheden werden afgebeeld waren populair in de Nederlanden tijdens de Tachtigjarige Oorlog.

De zwarte legende (Spaans: Leyenda negra) is de weergave van Spanje en de Spanjaarden als wreed, fanatiek, bloeddorstig en intolerant. In hoeverre deze weergave, die vooral op de periode tussen circa 1450 en 1700 betrekking heeft, op waarheid berust, is nog altijd onderdeel van discussie onder historici. Thema's van de zwarte legende zijn de behandeling van de indianen door de Spaanse conquistadores, de Spaanse Inquisitie, de behandeling van protestanten in het Spaanse Rijk, het antisemitisme en extremen, zoals inteelt, in het leven van vele koningsfiguren.

## Historische feiten
Voordat Spanje een eenheid werd, heeft een eeuwenlange strijd gewoed tussen christelijke en islamitische koningen. Karel Martel en later Karel de Grote hebben de islamitische opmars buiten Frankrijk weten te houden, maar in Spanje wisten de moslims zich langdurig te vestigen. Enkele eeuwen heeft een stabiele islamitische (Moorse) dynastie stand gehouden. Toen in het islamitische zuiden in 1031 aan de Oemajjadendynastie een einde kwam, begonnen hun opvolgers steeds harder op te treden tegen minderheden. Daarvóór hadden joden en christenen de dhimmi-status, wat een achterstelling betekende en hogere belastingen, maar geen vervolgingen. Dat veranderde snel. In Grenada hebben moslims in 1066 een bloedbad aangericht onder Joden. Er zijn 1500 gezinnen vermoord, ongeveer 4000 mensen. De joodse vizier Joseph ibn Naghrela werd gekruisigd. Een van de grootste Tora-geleerden, Maimonides, moest in 1148 Córdoba ontvluchten nadat de moslims de joden dwongen tot bekering. Als ze het land niet zouden ontvluchten, wachtte hen de doodstraf. Veel bekeerde joden werden verplicht om herkenbare kleding te dragen, zodat iedereen kon zien of ze zich als echt bekeerde moslims gedroegen.
Met de val van Granada in 1492 werd Iberië geheel christelijk. Ook in de verenigde koninkrijken Aragón en Castilië werden moslims (mudéjares) en joden onderdrukt, vervolgd, verbannen of gedood. In 1391 veroorzaakte een golf van anti-joodse prediking een massale slachting, waarbij ongeveer een derde van alle joden in Spanje omkwam en ook een derde tot bekering werd gedwongen. Tussen 1481 en 1488 werden in Castilië door het werk van de Spaanse Inquisitie ongeveer zevenhonderd mensen, Joods van afkomst maar christelijk gedoopt (conversos), levend verbrand, op beschuldiging van heimelijk nog het jodendom aan te hangen.
Toen Granada werd ingenomen door Isabella, bood zij alle joden in Castilië de keuze tussen verbanning of bekering tot het christendom. Tussen 70.000 en 100.000 joden verkozen de vlucht boven het afzweren van hun geloof en verspreidden zich door heel Europa in wat het Sefardische jodendom wordt genoemd (van het Hebreeuwse woord Sefarad voor Spanje). Uit recent bronnenonderzoek is gebleken dat het aantal slachtoffers van de Spaanse Inquisitie lang niet zo groot is geweest als men dacht, maximaal 3000.

## Negatieve beeldvorming over Spanje
Deze gebeurtenissen leidden tot een zeer negatieve beeldvorming van Spanje als wreed, fanatiek, bloeddorstig en intolerant. Verdedigers van Spanje stellen wel dat deze negatieve beeldvorming voorbij gaat aan wat er in de rest van Europa gebeurde. Pogroms en anti-joodse campagnes vonden over het hele continent plaats en tot de 13e eeuw was zelfs sprake van een 'gouden eeuw' van het jodendom in Spanje. Spanje was een van de laatste landen waar de joden werden uitgewezen; in Engeland gebeurde dit al in 1290 en in Frankrijk in 1394.

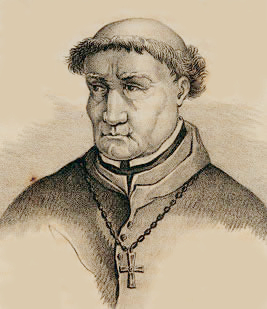
Tomás de Torquemada, de eerste grootinquisiteur van de Spaanse Inquisitie

In Europa deden veel geruchten en verhalen de ronde over de Spaanse Inquisitie. De term 'Zwarte legende' wordt voornamelijk gebruikt door historici die menen dat de geschiedenis van Spanje negatiever wordt weergegeven dan ze daadwerkelijk is geweest. De term werd voor het eerst gebruikt door Julián Juderías in zijn boek uit 1913 De zwarte legende en de historische waarheid, waarin hij andere geschiedschrijvers beschuldigde van antihispanisme. Ook de Groningse hispanoloog Gerardus Johannes Geers keerde zich tegen de te eenzijdige weergave van de Spaanse geschiedenis, vooral dan die van de figuur van Filips II.
Critici van de zwarte legende wijzen erop dat negatieve beelden over Spanje vooral populair zijn in landen die in conflict met Spanje of de Spaanstalige wereld zijn of waren: in de 16e en de 17e eeuw waren vooral in Engeland en de Nederlanden geschriften waarin Spanjaarden aan de kaak werden gesteld populair. Bepalende teksten waren de Apologie van Willem van Oranje (1580) en het Cort begryp vande stucken der gheschiedenissen van Antonio Perez (1596), een boek van de ter dood veroordeelde banneling Antonio Pérez, waaraan de Nederlandse vertaler Joost Byl extra aanklachten toevoegde. Byl werd betaald door de Staten-Generaal. Ook Nederlandse vertalingen en bewerkingen van Bartolomé de las Casas werden voor propagandadoeleinden gebruikt. In de 19e eeuw smulde men vooral in de Verenigde Staten van verhalen over Spanjes vermeende wreedheden, landen die zelf ook schuldig waren aan wreedheden en kolonialisme. Ook wijzen verdedigers van Spanje op 's lands rijke culturele erfenis.
Voorstanders van de term wijzen erop dat Spanje in het verleden wel degelijk veel wreedheden en misdaden heeft begaan en beschuldigen historici die de theorie van de Zwarte legende bestrijden ervan een 'Witte legende' te creëren. Zo wijzen zij bijvoorbeeld op het hedendaagse verschil tussen de voormalige Engelse en de voormalige Spaanse koloniën: waar de Verenigde Staten en Canada tot de rijkste landen ter wereld behoren, worstelt Latijns-Amerika al tweehonderd jaar met een kwakkelende economie en het ontbreken van functionerende politieke instituties, volgens hen te wijten aan de Spaanse politieke erfenis.
In de 19e eeuw vonden er in het in verval geraakte Spanje discussies plaats over Spanjes verleden. Liberalen weten het verval van Spanje aan het katholicisme en de autoritaire politieke tradities, conservatieven geloofden juist dat de Spaanse natie haar tradities was kwijtgeraakt en bepleitten een terugkeer naar het oude Spanje. Ook in Latijns-Amerika bestond een dergelijke verdeeldheid tussen liberalen en conservatieven: waar conservatieven de band met het voormalige moederland benadrukten en poogden de Spaanse koloniale instituties zo veel mogelijk te redden, hoopten de liberalen juist op een afrekening met de koloniale erfenis en oriënteerden zij zich op de Verenigde Staten en Noord-Europa.
Tijdens de Spaanse Burgeroorlog laaide de discussie opnieuw op.